# Association des propriétaires de journaux britanniques
L'Association des propriétaires de journaux britanniques est une fédération patronale qui regroupe la presse londonienne, l'une des plus anciennes et plus puissantes au monde.

## Histoire
Dès 1861, se crée une association des journaux anglais de province, qui milite contre les taxes les frappant. La "Press Association" naît en 1868, sous forme de coopérative. Elle regroupe les journaux souhaitant exprimer leur mécontentement contre les compagnies anglaises de télégraphe, accusées de pratiques monopolistiques, la British and Irish Magnetic et l'Electric and International ayant fusionné pour diffuser un service de 4000 mots par jour, souvent tardif et peu fiable. La coopérative obtient le vote de la loi du 31 juillet 1868, rédigée par le gouvernement conservateur de Benjamin Disraeli.
L'Association des propriétaires de journaux britanniques apparaît, elle, en 1906, lorsque la "London Society of Compositors" menace les éditeurs d'une grève générale pour protester contre la décision du groupe "Hampton press" d'embaucher des imprimeurs non-syndiqués. L'Association des propriétaires de journaux britanniques prend alors la responsabilité des négociations salariales séparées pour les journaux quotidiens, afin de réduire le risque de grève. Elle se dissocie ainsi de la fédération historique londonienne, la "London Master Printers' Association".
En 1941, le patron de l'agence Reuters, Sir Roderick Jones, accusé de s'être compromis dans des opérations avec le gouvernement britannique, est destitué et un Reuters Trust créé pour garantir l'indépendance de Reuters, détenue à majorité par la Press Association depuis 1825. L'Association des propriétaires de journaux britanniques la rejoint alors au capital de Reuters.
Appelée "Newspaper Proprietors' Association", elle change de nom en 1968 pour devenir la "Newspaper Publisher's Association". Parmi les entreprises qu'elle regroupe, on retrouve celles de l'Associated Newspapers, l'Evening Standard, le Financial Times, Guardian], ainsi que les titres de la Newspaper Licensing Agency, du Newsworks Independent Newspapers, du MGN (Trinity Mirror), de News International et du Telegraph Media Group. Dans les années 1980, les journaux de Robert Maxwell et Rupert Murdoch, en guerre contre les syndicats d'imprimeurs de Fleet Street avec le soutien de Margaret Thatcher, obtiennent que l'association joue un moindre rôle dans les négociations salariales.